# Le Trait
Le Trait – miejscowość i gmina we Francji, w regionie Normandia, w departamencie Sekwana Nadmorska. Przez miejscowość przepływa Sekwana. 
Według danych na rok 1990 gminę zamieszkiwało 5485 osób, a gęstość zaludnienia wynosiła 313 osób/km² (wśród 1421 gmin Górnej Normandii Le Trait plasuje się na 51. miejscu pod względem liczby ludności, natomiast pod względem powierzchni na miejscu 83.).